# Uroš Bjelogrlić
Uroš Bjelogrlić (serbisch-kyrillisch Урош Бјелогрлић; * 22. April 1996 in Novi Sad, Bundesrepublik Jugoslawien) ist ein serbischer Eishockeyspieler, der seit 2019 beim HK Vojvodina Novi Sad unter Vertrag steht. Er spielt mit dem Klub in der International Hockey League und der serbischen Eishockeyliga.

## Karriere
Uroš Bjelogrlić begann seine Karriere als Eishockeyspieler beim KHK Roter Stern Belgrad, für den er zunächst in der ungarischen U20-Liga spielte. 2011 wechselte er zum Újpesti TE in nach Budapest und nahm mit der Mannschaft sowohl an der U18- als auch an der U20-Liga Ungarns teil. In der Spielzeit 2012/13 kam er zudem zu einem Einsatz in der ungarisch-rumänischen MOL Liga. Von 2013 bis 2015 spielte er für den Lokalkonkurrenten MAC Budapest in den höchsten Nachwuchsklassen Österreichs und Ungarns. Anschließend verließ er die ungarische Hauptstadt und kehrte zu Roter Stern Belgrad zurück. Mit dem Klub konnte er 2016 den serbischen Meistertitel erringen. Anschließend wechselte er zum HK Belgrad in die multinationale MOL Liga, doch bereits Anfang 2017 kehrte er zum Roten Stern zurück. Seit Saisonbeginn 2017 spielte er mit dem Klub in der International Hockey League. 2019 zog es ihn in seine Geburtsstadt, in der er für den HK Vojvodina Novi Sad ebenfalls in der International Hockey League und der serbischen Eishockeyliga auf dem Eis steht. Mit Vojvodina wurde er 2022 ebenfalls serbischer Meister.

### International
Für Serbien nahm Bjelogrlić im Juniorenbereich an den U18-Weltmeisterschaften 2012, 2013 und 2014, als er Topscorer und bester Vorlagengeber des Turniers war und auch zum besten Spieler seiner Mannschaft gewählt wurde, sowie den U20-Weltmeisterschaften 2013, 2014 und 2016, als er gemeinsam mit dem Spanier Oriol Rubio zweitbester Vorbereiter hinter dem Rumänen Norbert Rokaly war, jeweils in der Division II teil. 2014 war er Mannschaftskapitän der U18-Auswahl und 2016 der U20-Auswahl der Serben.
Im Herrenbereich spielte Bjelogrlić für die serbische Mannschaft erstmals bei den Qualifikationsturnieren für die Olympischen Winterspiele 2018 in Pyeongchang im November 2015 im spanischen Valdemoro und im Februar 2016 im italienischen Cortina d’Ampezzo. Konnten die Serben das erste Turnier noch durch Siege über Island, China und Spanien für sich entscheiden, so mussten sie in der nächsten Runde die Überlegenheit von Gastgeber Italien, Großbritannien und der Niederlande anerkennen und wurden Gruppenletzter. Zu seinem ersten Weltmeisterschaftseinsatz kam er bei der Weltmeisterschaft 2016 in der Division II. Auch 2017 und 2018 spielte er in der Division II. Auch bei der Qualifikation für die Olympischen Winterspiele 2022 in Peking vertrat er seine Farben.

## Erfolge und Auszeichnungen
- 2014 Topscorer und bester Vorbereiter bei der U18-Weltmeisterschaft der Division II, Gruppe B
- 2016 Serbischer Meister mit dem KHK Roter Stern Belgrad
- 2022 Serbischer Meister mit dem HK Vojvodina Novi Sad